# Mesometopa neglecta
Mesometopa neglecta är en kräftdjursart som först beskrevs av Hansen 1887.  Mesometopa neglecta ingår i släktet Mesometopa och familjen Stenothoidae. Inga underarter finns listade i Catalogue of Life.